# متی جیمز
متی جیمز (انگلیسی: Matty James؛ زادهٔ ۲۲ ژوئیهٔ ۱۹۹۱) یک ورزشکار اهل بریتانیا است.
از باشگاه‌هایی که در آن بازی کرده‌است می‌توان به باشگاه فوتبال لستر سیتی، باشگاه فوتبال منچستر یونایتد، باشگاه فوتبال پرستون نورث اند و باشگاه فوتبال پرستون نورث اند اشاره کرد.